# Monnina pseudopolystachya
Monnina pseudopolystachya är en jungfrulinsväxtart som beskrevs av Chod.. Monnina pseudopolystachya ingår i släktet Monnina och familjen jungfrulinsväxter. Inga underarter finns listade i Catalogue of Life.